# Sponsoring de proximité
 (novembre 2022).
Le sponsoring sportif de proximité consiste pour une entreprise à accompagner un ou des club(s) sportif(s) local (aux) en conformité avec son maillage territorial.
Il fait partie des manières de communiquer par le sport en utilisant le sponsoring. Selon une étude Sporsora et KPMG publié en 2021, 40 % marché du sponsoring est capté par le sport amateur.

## Une façon de communiquer responsable
(juin 2021).
Si vous disposez d'ouvrages ou d'articles de référence ou si vous connaissez des sites web de qualité traitant du thème abordé ici, merci de compléter l'article en donnant les références utiles à sa vérifiabilité et en les liant à la section « Notes et références ».
 (juin 2021).
La mise en forme du texte ne suit pas les recommandations de Wikipédia : il faut le « wikifier ».
Les points d'amélioration suivants sont les cas les plus fréquents :
- Les titres sont pré-formatés par le logiciel. Ils ne sont ni en capitales, ni en gras.
- Le texte ne doit pas être écrit en capitales (les noms de famille non plus), ni en gras, ni en italique, ni en « petit »…
- Le gras n'est utilisé que pour surligner le titre de l'article dans l'introduction, une seule fois.
- L'italique est rarement utilisé : mots en langue étrangère, titres d'œuvres, noms de bateaux, etc.
- Les citations ne sont pas en italique mais en corps de texte normal. Elles sont entourées par des guillemets français : « et ».
- Les listes à puces sont à éviter, des paragraphes rédigés étant largement préférés. Les tableaux sont à réserver à la présentation de données structurées (résultats, etc.).
- Les appels de note de bas de page (petits chiffres en exposant, introduits par l'outil «  Source ») sont à placer entre la fin de phrase et le point final[comme ça].
- Les liens internes (vers d'autres articles de Wikipédia) sont à choisir avec parcimonie. Créez des liens vers des articles approfondissant le sujet. Les termes génériques sans rapport avec le sujet sont à éviter, ainsi que les répétitions de liens vers un même terme.
- Les liens externes sont à placer uniquement dans une section « Liens externes », à la fin de l'article. Ces liens sont à choisir avec parcimonie suivant les règles définies. Si un lien sert de source à l'article, son insertion dans le texte est à faire par les notes de bas de page.
- La présentation des références doit suivre les conventions bibliographiques. Il est recommandé d'utiliser les modèles {{Ouvrage}}, {{Chapitre}}, {{Article}}, {{Lien web}} et/ou {{Bibliographie}}. Le mode d'édition visuel peut mettre en forme automatiquement les références.
- Insérer une infobox (cadre d'informations à droite) n'est pas obligatoire pour parachever la mise en page.

Pour une aide détaillée, merci de consulter Aide:Wikification.
Si vous pensez que ces points ont été résolus, vous pouvez retirer ce bandeau et améliorer la mise en forme d'un autre article.
Avec la promotion continue de la RSE depuis 1990, les entreprises cherches à se montrer de plus en plus responsables. En s'associant à ce type de structures pour communiquer, les entreprises peuvent alors offrir aux plus petits clubs des moyens qu'ils n'auraient pas eu seuls. À l’aide du sponsoring de proximité, les clubs bénéficieront de nouvelles ressources. Ainsi, ils n’auront plus le choix à réaliser entre augmenter le tarif de cotisation ou réduire la qualité de leur structure.
Le sponsoring de proximité se révèle être moins onéreux que le sponsoring vers des clubs professionnels. De manière plus générale, il est moins onéreux qu’une grande majorité des opérations de communication classiques. Il a commencé à être popularisé à la fin des années 2010 avec la prise de conscience que la communication se devait d'être de plus en plus responsable.

## Avantages du sponsoring de proximité

### Augmenter sa visibilité
En utilisant le sponsoring de proximité, les entreprises peuvent se démarquer en termes de communication. En effet, utiliser le parrainage d'associations sportives permet d'améliorer la visibilité de la marque efficacement et de manière moins coûteuse que les moyens traditionnels, tels que le print, la tv ou l'affichage. Le principal avantage du sponsoring de proximité réside dans le fait qu'il permet de toucher des cibles captives quotidiennement notamment grâce aux rencontres sportives hebdomadaires. 

### Développer une communication engageante
En se positionnant sur le plan local, les entreprises peuvent communiquer différemment et ainsi se démarquer auprès de leurs concurrents. Le sponsoring de proximité est également présenté comme un outil de responsabilité sociétale des entreprises, un enjeu que les entreprises cherchent de plus en plus à intégrer dans leur stratégie. Le sponsoring de proximité contribue à la promotion de la culture d'entreprise et permet de faire naître la cohésion sociale entre différents acteurs. 
Le sponsoring de proximité permet à l'entreprise qui l'utilise de véhiculer des valeurs telles que l'engagement, la solidarité et la proximité.

### Être plébiscité par les Français
94 % des Français, dont au moins une personne du foyer pratique en club ou en association, le perçoivent le sponsoring de proximité comme positif, selon le sondage de l'institut CSA pour ALL SPONSORED réalisé en ligne du 23 septembre au 6 octobre 2020. D’ailleurs, près de 6 répondants sur 10 déclarent connaître les sponsors de leur club ou association.